# Juan Balestra
Juan Balestra (Goya, Corrientes, 22 de octubre de 1861 - Buenos Aires, 24 de abril de 1938) fue un abogado argentino que sería nombrado como gobernador del entonces Territorio Nacional de Misiones desde 1893 hasta 1896.

## Biografía
Juan Balestra nació el 22 de octubre de 1861 en la localidad argentina de Goya, en la provincia de Corrientes. Realizó sus estudios primarios en la Escuela de Don Eusebio Gómez. Cursó sus estudios secundarios en el Colegio Nacional Central (actual Colegio Nacional Buenos Aires).
Egresó en 1882 de la Facultad de Derecho de la Universidad de Buenos Aires con el título de abogado. Regresó a la provincia de Corrientes. En 1886, fue nombrado ministro de gobierno de esa provincia, ayudando a Corrientes a organizar su propia policía y con la fundación de escuelas. [cita requerida]
En 1888 fue nombrado diputado provincial por Corrientes y pasó a integrar la Cámara de Diputados de la Nación.
Ocupó el cargo de ministro de Justicia e Instrucción Pública de la Nación en 1892, durante la presidencia de Carlos Pellegrini. Durante ese período reformó los planes de estudio de la Escuela de Comercio de la capital —actual Escuela Superior de Comercio Carlos Pellegrini— y fundó el Colegio Nacional Domingo Faustino Sarmiento.
Entre los años 1893 y 1896 fue gobernador del Territorio Nacional de Misiones, donde enfocó su mandato en la colonización, fundando varios pueblos y localidades en el interior del territorio.[cita requerida]
Fue autor de un libro sobre la Revolución de 1890, titulado "El Noventa". Falleció el 24 de abril de 1938.